# Бајерсдорф
Бајерсдорф (њем. Beiersdorf) општина је у њемачкој савезној држави Саксонија. Једно је од 59 општинских средишта округа Герлиц. Према процјени из 2010. у општини је живјело 1.264 становника. Посједује регионалну шифру (AGS) 14626020.

## Географски и демографски подаци
Бајерсдорф се налази у савезној држави Саксонија у округу Герлиц. Општина се налази на надморској висини од 384 метра. Површина општине износи 6,4 km². У самом мјесту је, према процјени из 2010. године, живјело 1.264 становника. Просјечна густина становништва износи 196 становника/km².